# 西武車両
株式会社西武車両（せいぶしゃりょう）は、1996年（平成8年）から2010年（平成22年）まで存在した、主に西武鉄道に在籍する鉄道車両の保守改良業務を行う企業である。

## 概要
西武鉄道の車両検修施設を所沢車両工場から同武蔵丘車両検修場へ移転するにあたり、同検修場において保守改良業務を実施する企業として1996年（平成8年）3月に設立。
2001年（平成13年）3月16日の組織改組によって武蔵丘車両検修場の西武鉄道社員全員が西武車両に移籍し、同検修場の業務は西武車両に移管された。以降、全般検査や重要部検査といった車両保守業務のほか、西武鉄道において廃車となった車両の地方私鉄への譲渡に際して、譲渡先の要望に応じた各種改造業務を担当した。なお所沢車両工場は2000年6月15日に閉鎖し、武蔵丘車両検修場は翌16日に開設している。
2010年（平成22年）に実施された再度の組織改組に伴い、西武車両は同年4月1日付で西武鉄道へ吸収合併され、西武鉄道直系の業務組織へ組み込まれる形で、企業としての西武車両は消滅した。

## 業務
西武鉄道武蔵丘車両検修場での検修業務、すなわち同社在籍車両（および同社から他社へ譲渡する車両）の検査・修繕・改造などのほか、首都圏新都市鉄道（つくばエクスプレス）および多摩都市モノレールの車両保守業務を請け負った。
西武鉄道在籍車両の改造工事は多数あり、中でも大規模な改造が行われた旧2000系の車体更新工事、4000系のワンマン運転対応化改造、9000系のVVVFインバータ制御化改造、新101系の車体更新工事では、車内に西武車両による改造銘板が取り付けられている。基本的には「更新」の表記が入るが、9000系のVVVF化で取り付けられたものは「省エネ改造」の表記であることが特筆される。このほか大掛かりなものとしては、8500系の車体修繕と機器更新、10000系のリニューアル工事、新2000系の車体小修繕工事などがある。
譲渡車両の改造はいずれも西武新101系からの改造で、上信電鉄・秩父鉄道・三岐鉄道・伊豆箱根鉄道・近江鉄道・流鉄の各社へ納入した。このうち上信電鉄500形・秩父鉄道6000系・伊豆箱根鉄道1300系は内装や案内機器の改造も担当しており、車内には西武車両による改造銘板（更新）が取り付けられている。なおその他の車両は塗装変更など軽微な改造のみを担当した（譲渡後に各社で内装や保安装置を変更）。また複数ある譲渡車のうち、秩父鉄道6000系の第一編成は同社の車両区に出張の上で改造工事を実施したことが特筆される。